# On the Banks of Allan Water (film 1916)
On the Banks of Allan Water è un film muto del 1916 diretto da Wilfred Noy.

## Trama
Il figlio di un baronetto sposa la figlia del mugnaio: la disparità di classe porterà la giovane al suicidio.

## Produzione
Il film fu prodotto dalla Clarendon.

## Distribuzione
Distribuito dalla Lucoque, il film uscì nelle sale cinematografiche britanniche nel dicembre 1916.